# Khand (Bansagar)
Khand(Bansagar) is een nagar panchayat (plaats) in het district Shahdol van de Indiase staat Madhya Pradesh. 

## Demografie
Volgens de Indiase volkstelling van 2001 wonen er 10.940 mensen in Khand(Bansagar), waarvan 54% mannelijk en 46% vrouwelijk is. De plaats heeft een alfabetiseringsgraad van 62%. 